# 多功城
多功城位於重慶市渝北区翠雲街道，文物遺址年代為南宋、元，1987年1月23日列為重慶市第二批市級文物保護單位初定名單。1992年3月19日列為重慶市第二批市級文物保護單位。2000年9月7日列為第一批重慶市文物保護單位。